# Ken Collier
 (novembre 2024).
Ken Collier (né le 9 janvier 1949 à Détroit et décédé le 19 février 1996 de complications liées au diabète) est un DJ américains, actif dans les années 1970 et 1980, spécialisé dans les styles précurseurs de la house music (dont notamment la hi-NRG).

## Biographie
C'est de Ken Collier que s'est inspiré Derrick May pour trouver son style de mix personnel. Avant même The Electrifying Mojo, Ken Collier fut le premier DJ à promouvoir cette nouvelle musique électronique qui allait devenir la techno de Détroit.
Lui et son frère Greg jouent ainsi les premiers disques techno (Strings Of Life, No UFO's, etc.) au club Todd's, repaire où le grand public pouvait découvrir les musiques de danse innovantes de l'époque (Punk, New Wave, Industrial et House suivant les soirs). Après la fermeture du Todd, Ken Collier poursuivit sa carrière au Heaven où le suivirent ses fans, puis après l'incendie du Heaven en tant que DJ résident au Times Square, un club du centre-ville.
Durant sa carrière, Ken Collier est un ardent défenseur de la techno quand elle était encore le fait des Noirs Américains, pour beaucoup homosexuels, sans avoir attendu qu'elle soit à la mode, écoutée dans les banlieues blanches aisées de Détroit. Ken Collier était aussi membre de la'Detroit Wasmopolitan Mixing Squad, aux côtés de Don Was et Duane Bradley.